# 陈殊训
陈殊训，清朝政治人物。荫生。
陈殊训曾于1670年接替张羽明任松江府知府一职，1674年由刘枟接任。